# Luciano Sderci
Luciano Sderci (Florencia, 13 de diciembre de 1924 – Florencia, 22 de junio de 1986) fue un lutier italiano.

## Biografía
Aprendió el arte de la luteria de manos de su padre Igino Sderci. Comenzó su carrera en 1945 desarrollando un estilo personal, caracterizado por una mayor libertad en la construcción de instrumentos y menos precisión respecto a la técnica del padre, con quien trabajó toda su vida. 
Su trabajo se caracteriza por tener un barniz menos refinado obteniendo , sin embargo, una sonoridad excelente.
En 1949, Luciano Sderci ganó el premio especial del jurado como mejor lutier joven italiano durante la celebración del bicentenario del nacimiento de Antonio Stradivarius, realizada en Cremona.
En 1952 ganó el primer premio del Concurso nacional de lutería contemporánea de violín y viola, celebrado en la ciudad de Roma.
Dos instrumentos de Luciano Sderci, un violín y una viola, forman parte de la colección del Conservatorio Luigi Cherubini de Florencia y se encuentran hoy en día custodiados por la Galería de la Academia de Florencia